# Koldings kommun
Koldings kommun är en dansk kommun i Region Syddanmark på södra Jylland. Huvudort är staden Kolding.
2007 slogs dåvarande Koldings kommun (1970-2006) samman med Lunderskovs, Vamdrups och Christiansfelds kommuner (undantaget socknarna Bjerning, Fjelstrup och Hjerndrup). Vester Nebels socken i Egtveds kommun uppgick också i den nya kommunen.

## Socknar
1. Viufs socken
2. Jordrups socken
3. Vester Nebels socken
4. Alminds socken
5. Sønder Vilstrups socken
6. Lejrskovs socken
7. Harte socken
8. Bramdrups socken
9. Eltangs socken
10. Simon Peters socken
11. Sankt Nicolai socken
12. Nørre Bjerts socken
13. Skanderups socken
14. Seests socken
15. Kristkirkens socken
16. Brændkjærs socken
17. Vamdrups socken
18. Hjarups socken
19. Vonsilds socken
20. Dalby socken
21. Sønder Bjerts socken
22. Sønder Stenderups socken
23. Ødis socken
24. Taps socken
25. Vejstrups socken
26. Hejls socken
27. Steppings socken
28. Frørups socken
29. Tyrstrups socken
30. Allers socken